# Mattauschia
Mattauschia is een geslacht van uitgestorven trematopide temnospondyle Batrachomorpha (basale 'amfibieën') uit het Laat-Carboon van de Tsjechische Republiek.

## Taxonomie
De typesoort Mattauschia laticeps werd door Antonin Fritsch (1881) als Limnerpeton laticeps, de 'breedkop', benoemd voor een klein post-metamorf exemplaar van steenkoolafzettingen uit het Laat-Carboon in de Tsjechische Republiek. Milner en Sequeira (2003) stelden deze soort en de nominale soort Limnerpeton macrolepis gelijk aan Mordex calliprepes en interpreteerden ze als vertegenwoordigers van groeistadia van één trematopide soort. Milner (2018) erkende Mattauschia laticeps uiteindelijk als verschillend van het holotype van Mordex calliprepes, dus richtte hij Mattauschia op voor Mattauschia laticeps, dat het lectotype-exemplaar NMP M470/471 omvat, evenals het paralectotype NMP M639 en Limnerpeton macrolepis lectotype NMP M472.